# جيرسون باريتو
جيرسون باريتو (بالإسبانية: Gerson Barreto) هو لاعب كرة قدم بيروفي في مركز الوسط، ولد في 18 أغسطس 1995 في ليما في بيرو. لعب مع نادي يونيفرسيتاريو.

## وصلات خارجية
- جيرسون باريتو على موقع قاعدة بيانات كرة القدم.إي يو (الإنجليزية)
- جيرسون باريتو على موقع Soccerway.com (الإنجليزية)
- جيرسون باريتو على موقع AS.com (الإسبانية)